# Бранко Кисић
Бранко Кисић (Београд, 1. јул 1987) српски је шеф кухиње Ресторана Клуб књижевника и кувар, најпознатији као један од бивших чланова жирија и водитеља емисије Мастершеф Србија.

## Биографија
Рођен је у Београду. У 2. разреду бива избачен из XI београдске гимназије, потом се уписао на смер кулинарства у угоститељско-туристичку школу у Београду.
Каријеру је започиње са 16 година у хотелу Интерконтинентал, под патронатом шефа Стамбола Гестамова. Након тога је завршио обуку код кувара Адамса Мелонаса у хотелу ShangriLa у Дубаију. Уследили су ангажмани у ресторану Le Carpaccio, у хотелу Президент, а потом и у хотелу Square Nine, где ради са шефом Гораном Ковачевићем, и у ресторану Reflets par Pierre Gagnaire. Године 2019. постаје шеф кухиње у Ресторану Клуб књижевника.
Кувао је за бројне познате личности, међу којима су Џулија Робертс, Џони Деп, Настасја Кински, Пирс Броснан и принц Чарлс.
Године 2023. позван је да учествује у српској верзији Мастершефа. У фебруару 2025. године, пред почетак аудиција за трећу сезону Мастершефа, добија отказ са Прве телевизије због подршке и кувања студентима током масовних протеста исте године.

## Награде
- AEHT 2012. године (златна медаља на такмичењу европског кулинарства – тимски рад)
- WACS 2013. године (златна медаља за најбољег младог кувара за југоисточну Европу, бронзана за тимски рад)
- Блискоисточни млади кувар 2014. године (2. место као помоћник кувара Франсоа Г. Симона)